# Campionato mondiale maschile under 23 di pallavolo 2017
Il campionato mondiale maschile under 23 di pallavolo 2017 si è svolto dal 18 al 25 agosto 2017 a Il Cairo, in Egitto: al torneo hanno partecipato dodici squadre nazionali under 23 e la vittoria finale è andata per la prima volta all'Argentina.

## Impianti
|                                                                                            |  |  |
|                                                                                            |  |  |
| Cairo Halls ComplexPadiglioni 1 e 2 Città: Il Cairo Capienza: 20 000 Anno d'apertura: 1991 |  |  |

## Regolamento

### Formula
Le squadre hanno disputato una prima fase a gironi con formula del girone all'italiana; al termine della prima fase:
- Le prime due classificate di ogni girone hanno acceduto alla fase finale per il primo posto strutturata in semifinali, finale per il terzo posto e finale.
- La seconda e la terza classificata di ogni girone hanno acceduto alla fase finale per il quinto posto strutturata in semifinali, finale per il settimo posto e finale per il quinto posto.

### Criteri di classifica
Se il risultato finale è stato di 4-0, 4-1 o 4-2 sono stati assegnati 3 punti alla squadra vincente e 0 a quella sconfitta, se il risultato finale è stato di 4-3 sono stati assegnati 2 punti alla squadra vincente e 1 a quella sconfitta.
L'ordine del posizionamento in classifica è stato definito in base a:
- Numero di partite vinte;
- Punti;
- Ratio dei set vinti/persi;
- Ratio dei punti realizzati/subiti;
- Risultati degli scontri diretti.

## Squadre partecipanti
| Squadra   | Qualificazione                                       | Ultima partecipazione    |
| --------- | ---------------------------------------------------- | ------------------------ |
| Algeria   | 1ª al campionato africano under 23 2017              | Debutto                  |
| Argentina | 1ª alla Coppa panamericana under 23 2016             | Emirati Arabi Uniti 2015 |
| Brasile   | 1ª al campionato sudamericano under 23 2016          | Emirati Arabi Uniti 2015 |
| Cina      | 17ª nel ranking FIVB                                 | Debutto                  |
| Cuba      | 2ª alla Coppa panamericana under 23 2016             | Emirati Arabi Uniti 2015 |
| Egitto    | Paese organizzatore                                  | Emirati Arabi Uniti 2015 |
| Giappone  | 2ª al campionato asiatico e oceaniano under 23 2017  | Debutto                  |
| Iran      | 1ª al campionato asiatico e oceaniano under 23 2017  | Emirati Arabi Uniti 2015 |
| Messico   | 5ª alla Coppa panamericana under 23 2016             | Emirati Arabi Uniti 2015 |
| Polonia   | 1ª al torneo di qualificazione europeo under 23 2016 | Debutto                  |
| Russia    | 3ª nel ranking FIVB                                  | Emirati Arabi Uniti 2015 |
| Turchia   | 4ª al torneo di qualificazione europeo under 23 2016 | Emirati Arabi Uniti 2015 |

## Torneo

### Fase a gironi
| Girone A  | Girone B |
| --------- | -------- |
| Algeria   | Brasile  |
| Argentina | Cuba     |
| Cina      | Egitto   |
| Iran      | Giappone |
| Russia    | Messico  |
| Turchia   | Polonia  |

#### Girone A

##### Risultati
| 18 agosto 2017 Cairo Halls Complex, Il Cairo Durata: 0h:52 - Spettatori: 500   | Brasile | 4 - 0 | Messico  | 15-7, 15-8, 15-6, 15-10                        |
| 18 agosto 2017 Cairo Halls Complex, Il Cairo Durata: 1h:15 - Spettatori: 3 000 | Cuba    | 1 - 4 | Polonia  | 12-15, 15-12, 14-16, 10-15, 15-17              |
| 18 agosto 2017 Cairo Halls Complex, Il Cairo Durata: 1h:38 - Spettatori: 5 000 | Egitto  | 4 - 3 | Giappone | 15-10, 15-13, 12-15, 15-8, 9-15, 13-15, 15-10  |
| 19 agosto 2017 Cairo Halls Complex, Il Cairo Durata: 0h:58 - Spettatori: 250   | Messico | 0 - 4 | Giappone | 12-15, 12-15, 11-15, 10-15                     |
| 19 agosto 2017 Cairo Halls Complex, Il Cairo Durata: 1h:23 - Spettatori: 200   | Brasile | 4 - 0 | Polonia  | 15-10, 22-20, 22-20, 15-7                      |
| 19 agosto 2017 Cairo Halls Complex, Il Cairo Durata: 1h:41 - Spettatori: 3 000 | Egitto  | 2 - 4 | Cuba     | 15-13, 14-16, 15-10, 12-15, 11-15, 16-18       |
| 20 agosto 2017 Cairo Halls Complex, Il Cairo Durata: 1h:40 - Spettatori: 150   | Cuba    | 4 - 2 | Giappone | 15-13, 19-17, 14-16, 13-15, 16-14, 15-13       |
| 20 agosto 2017 Cairo Halls Complex, Il Cairo Durata: 0h:47 - Spettatori: 200   | Messico | 0 - 4 | Polonia  | 8-15, 8-15, 10-15, 10-15                       |
| 20 agosto 2017 Cairo Halls Complex, Il Cairo Durata: 1h:05 - Spettatori: 3 000 | Egitto  | 1 - 4 | Brasile  | 12-15, 16-18, 11-15, 15-12, 12-15              |
| 21 agosto 2017 Cairo Halls Complex, Il Cairo Durata: 1h:34 - Spettatori: 100   | Polonia | 2 - 4 | Giappone | 13-15, 16-14, 12-15, 13-15, 15-8, 13-15        |
| 21 agosto 2017 Cairo Halls Complex, Il Cairo Durata: 1h:48 - Spettatori: 1 500 | Cuba    | 3 - 4 | Brasile  | 15-13, 13-15, 15-11, 15-11, 11-15, 8-15, 12-15 |
| 21 agosto 2017 Cairo Halls Complex, Il Cairo Durata: 1h:14 - Spettatori: 4 500 | Egitto  | 4 - 1 | Messico  | 15-5, 15-7, 13-15, 15-9, 20-18                 |
| 23 agosto 2017 Cairo Halls Complex, Il Cairo Durata: 0h:42 - Spettatori: 200   | Brasile | 4 - 0 | Giappone | 15-9, 15-12, 15-7, 16-14                       |
| 23 agosto 2017 Cairo Halls Complex, Il Cairo Durata: 1h:11 - Spettatori: 500   | Cuba    | 4 - 1 | Messico  | 15-7, 15-9, 24-26, 15-13, 15-11                |
| 23 agosto 2017 Cairo Halls Complex, Il Cairo Durata: 1h:40 - Spettatori: 3 500 | Egitto  | 4 - 1 | Polonia  | 15-13, 15-7, 32-30, 13-15, 17-15               |

##### Classifica
| Pos | Squadra  | Pt | G | V | P | SV | SP | Ratio | PF  | PS  | Ratio |
| --- | -------- | -- | - | - | - | -- | -- | ----- | --- | --- | ----- |
| 1.  | Brasile  | 14 | 5 | 5 | 0 | 20 | 4  | 5,000 | 365 | 285 | 1,281 |
| 2.  | Cuba     | 10 | 5 | 3 | 2 | 16 | 13 | 1,231 | 418 | 407 | 1,027 |
| 3.  | Egitto   | 8  | 5 | 3 | 2 | 15 | 13 | 1,154 | 413 | 382 | 1,081 |
| 4.  | Giappone | 7  | 5 | 2 | 3 | 13 | 14 | 0,929 | 358 | 374 | 0,957 |
| 5.  | Polonia  | 6  | 5 | 2 | 3 | 11 | 13 | 0,846 | 354 | 350 | 1,011 |
| 6.  | Messico  | 0  | 5 | 0 | 5 | 2  | 20 | 0,100 | 232 | 342 | 0,678 |

#### Girone B

##### Risultati
| 18 agosto 2017 Cairo Halls Complex, Il Cairo Durata: 1h:42 - Spettatori: 200 | Turchia   | 3 - 4 | Cina      | 17-19, 15-12, 15-11, 8-15, 10-15, 15-10, 10-15  |
| 18 agosto 2017 Cairo Halls Complex, Il Cairo Durata: 0h:46 - Spettatori: 200 | Russia    | 4 - 0 | Algeria   | 15-8, 15-11, 15-11, 15-8                        |
| 18 agosto 2017 Cairo Halls Complex, Il Cairo Durata: 1h:43 - Spettatori: 180 | Argentina | 4 - 2 | Iran      | 16-14, 11-15, 15-11, 18-16, 13-15, 15-10        |
| 19 agosto 2017 Cairo Halls Complex, Il Cairo Durata: 1h:00 - Spettatori: 100 | Iran      | 4 - 0 | Cina      | 15-13, 15-12, 15-8, 15-13                       |
| 19 agosto 2017 Cairo Halls Complex, Il Cairo Durata: 0h:49 - Spettatori: 150 | Argentina | 4 - 0 | Algeria   | 15-11, 15-8, 15-9, 15-12                        |
| 19 agosto 2017 Cairo Halls Complex, Il Cairo Durata: 0h:59 - Spettatori: 100 | Turchia   | 0 - 4 | Russia    | 16-18, 13-15, 6-15, 13-15                       |
| 20 agosto 2017 Cairo Halls Complex, Il Cairo Durata: 0h:49 - Spettatori: 100 | Russia    | 4 - 0 | Cina      | 15-8, 15-11, 15-11, 15-11                       |
| 20 agosto 2017 Cairo Halls Complex, Il Cairo Durata: 1h:19 - Spettatori: 100 | Turchia   | 2 - 4 | Argentina | 8-15, 15-6, 7-15, 17-15, 11-15, 9-15            |
| 20 agosto 2017 Cairo Halls Complex, Il Cairo Durata: 1h:09 - Spettatori: 100 | Iran      | 4 - 1 | Algeria   | 16-18, 15-8, 15-7, 15-9, 15-12                  |
| 21 agosto 2017 Cairo Halls Complex, Il Cairo Durata: 0h:54 - Spettatori: 100 | Algeria   | 0 - 4 | Cina      | 15-17, 13-15, 7-15, 11-15                       |
| 21 agosto 2017 Cairo Halls Complex, Il Cairo Durata: 1h:02 - Spettatori: 100 | Turchia   | 0 - 4 | Iran      | 12-15, 9-15, 15-17, 10-15                       |
| 21 agosto 2017 Cairo Halls Complex, Il Cairo Durata: 1h:42 - Spettatori: 150 | Russia    | 4 - 3 | Argentina | 11-15, 15-12, 13-15, 15-13, 8-15, 15-12, 16-14  |
| 23 agosto 2017 Cairo Halls Complex, Il Cairo Durata: 0h:43 - Spettatori: 100 | Argentina | 4 - 0 | Cina      | 15-8, 15-9, 15-9, 15-9                          |
| 23 agosto 2017 Cairo Halls Complex, Il Cairo Durata: 2h:00 - Spettatori: 150 | Russia    | 3 - 4 | Iran      | 11-15, 15-12, 15-10, 13-15, 15-13, 18-20, 11-15 |
| 23 agosto 2017 Cairo Halls Complex, Il Cairo Durata: 1h:32 - Spettatori: 100 | Turchia   | 4 - 2 | Algeria   | 15-10, 17-19, 14-16, 15-11, 15-12, 15-13        |

##### Classifica
| Pos | Squadra   | Pt | G | V | P | SV | SP | Ratio | PF  | PS  | Ratio |
| --- | --------- | -- | - | - | - | -- | -- | ----- | --- | --- | ----- |
| 1.  | Argentina | 13 | 5 | 4 | 1 | 19 | 8  | 2,375 | 385 | 316 | 1,218 |
| 2.  | Russia    | 12 | 5 | 4 | 1 | 19 | 7  | 2,714 | 374 | 323 | 1,158 |
| 3.  | Iran      | 11 | 5 | 4 | 1 | 18 | 8  | 2,250 | 379 | 332 | 1,142 |
| 4.  | Cina      | 5  | 5 | 2 | 3 | 8  | 15 | 0,533 | 281 | 316 | 0,889 |
| 5.  | Turchia   | 4  | 5 | 1 | 4 | 9  | 18 | 0,500 | 342 | 384 | 0,891 |
| 6.  | Algeria   | 0  | 5 | 0 | 5 | 3  | 20 | 0,150 | 259 | 349 | 0,742 |

### Fase finale

#### Finali 1º e 3º posto
|  | Semifinali | Semifinali | Semifinali |           |        | Finale 1º/2º posto | Finale 1º/2º posto | Finale 1º/2º posto |  |
|  |            |            |            |           |        |                    |                    |                    |  |
|  | Brasile    | Brasile    | 3          |           |        |                    |                    |                    |  |
|  | Brasile    | Brasile    | 3          |           |        |                    |                    |                    |  |
|  | Russia     | Russia     | 4          |           |        |                    |                    |                    |  |
|  | Russia     | Russia     | 4          |           | Russia | Russia             | 2                  |                    |  |
|  |            |            |            |           | Russia | Russia             | 2                  |                    |  |
|  |            |            | Argentina  | Argentina | 4      |                    |                    |                    |  |
|  | Argentina  | Argentina  | Argentina  | Argentina | 4      | 4                  |                    |                    |  |
|  | Argentina  | Argentina  |            |           |        | 4                  |                    |                    |  |
|  | Cuba       | Cuba       | 1          |           |        | Finale 3º/4º posto | Finale 3º/4º posto | Finale 3º/4º posto |  |
|  | Cuba       | Cuba       | 1          |           |        |                    |                    |                    |  |
|  |            |            |            |           |        |                    |                    |                    |  |
|  |            |            |            |           |        | Brasile            | Brasile            | 1                  |  |
|  |            |            |            |           |        | Brasile            | Brasile            | 1                  |  |
|  |            |            |            |           |        | Cuba               | Cuba               | 4                  |  |

##### Semifinali
| 24 agosto 2017 Cairo Halls Complex, Il Cairo Durata: 1h:55 - Spettatori: 0     | Brasile   | 3 - 4 | Russia | 15-11, 15-13, 11-15, 15-17, 15-13, 13-15, 8-15 |
| 24 agosto 2017 Cairo Halls Complex, Il Cairo Durata: 1h:09 - Spettatori: 1 000 | Argentina | 4 - 1 | Cuba   | 15-7, 15-7, 11-15, 15-13, 17-15                |

##### Finale 3º posto
| 25 agosto 2017 Cairo Halls Complex, Il Cairo Durata: 1h:26 - Spettatori: 100 | Brasile | 1 - 4 | Cuba | 16-18, 13-15, 13-15, 22-20, 11-15 |

##### Finale
| 25 agosto 2017 Cairo Halls Complex, Il Cairo Durata: 1h:30 - Spettatori: 6 000 | Russia | 2 - 4 | Argentina | 10-15, 11-15, 14-16, 16-14, 15-13, 9-15 |

#### Finali 5º e 7º posto
|  | Semifinali | Semifinali | Semifinali |          |        | Finale 5º/6º posto | Finale 5º/6º posto | Finale 5º/6º posto |  |
|  |            |            |            |          |        |                    |                    |                    |  |
|  | Egitto     | Egitto     | 4          |          |        |                    |                    |                    |  |
|  | Egitto     | Egitto     | 4          |          |        |                    |                    |                    |  |
|  | Cina       | Cina       | 1          |          |        |                    |                    |                    |  |
|  | Cina       | Cina       | 1          |          | Egitto | Egitto             | 4                  |                    |  |
|  |            |            |            |          | Egitto | Egitto             | 4                  |                    |  |
|  |            |            | Giappone   | Giappone | 0      |                    |                    |                    |  |
|  | Iran       | Iran       | Giappone   | Giappone | 0      | 3                  |                    |                    |  |
|  | Iran       | Iran       |            |          |        | 3                  |                    |                    |  |
|  | Giappone   | Giappone   | 4          |          |        | Finale 7º/8º posto | Finale 7º/8º posto | Finale 7º/8º posto |  |
|  | Giappone   | Giappone   | 4          |          |        |                    |                    |                    |  |
|  |            |            |            |          |        |                    |                    |                    |  |
|  |            |            |            |          |        | Cina               | Cina               | 1                  |  |
|  |            |            |            |          |        | Cina               | Cina               | 1                  |  |
|  |            |            |            |          |        | Iran               | Iran               | 4                  |  |

##### Semifinali
| 24 agosto 2017 Cairo Halls Complex, Il Cairo Durata: 1h:14 - Spettatori: 5 000 | Egitto | 4 - 1 | Cina     | 15-12, 15-13, 12-15, 19-17, 15-8               |
| 24 agosto 2017 Cairo Halls Complex, Il Cairo Durata: 1h:53 - Spettatori: 150   | Iran   | 3 - 4 | Giappone | 14-16, 15-10, 15-13, 11-15, 15-12, 13-15, 7-15 |

##### Finale 7º posto
| 25 agosto 2017 Cairo Halls Complex, Il Cairo Durata: 1h:19 - Spettatori: 100 | Cina | 1 - 4 | Iran | 15-17, 5-15, 11-15, 19-17, 18-20 |

##### Finale 5º posto
| 25 agosto 2017 Cairo Halls Complex, Il Cairo Durata: 0h:51 - Spettatori: 8 000 | Egitto | 4 - 0 | Giappone | 15-9, 15-8, 15-11, 15-12 |

## Podio

### Campione
Formazione: 1 Matías Sánchez, 2 Brian Melgarejo, 3 Jan Martínez, 6 Edgar Vieira, 7 Ignacio Luengas, 8 Gaspar Bitar, 9 Santiago Danani, 10 Liam Arreche, 11 Gastón Fernández, 13 Agustín Loser, 15 Andres Arduino, 16 Germán Johansen, CT: Camilo Soto

### Secondo posto
Formazione: 1 Pavel Pankov, 2 Roman Žos', 3 Sergej Pirajnen, 4 Kirill Ursov, 6 Aleksej Kononov, 7 Denis Čerejskij, 9 Ivan Jakovlev, 13 Aleksej Čančikov, 16 Anton Sëmyšev, 17 Kirill Klec, 18 Denis Bogdan, 19 Fëdor Voronkov, CT: Andrej Voronkov

### Terzo posto
Formazione: 1 José Massó, 2 Osniel Melgarejo, 3 Marlon Yant, 5 Javier Concepción, 6 Alfredo Zequeira, 10 Miguel Gutiérrez, 11 Liván Taboada, 12 Raciel Herrera, 14 Adrián Goide, 17 Roamy Alonso, 18 Miguel Ángel López, 19 Lionnis Salazar, CT: Nicolás Vives

## Classifica finale
| Pos | Squadra   |
| --- | --------- |
|     | Argentina |
|     | Russia    |
|     | Cuba      |
| 4   | Brasile   |
| 5   | Egitto    |
| 6   | Giappone  |
| 7   | Iran      |
| 8   | Cina      |
| 9   | Polonia   |
| 9   | Turchia   |
| 11  | Algeria   |
| 11  | Messico   |

## Premi individuali
| Premio                | Nome                | Squadra   |
| --------------------- | ------------------- | --------- |
| MVP                   | Germán Johansen     | Argentina |
| Miglior palleggiatore | Matías Sánchez      | Argentina |
| Miglior opposto       | Hisham Ewais        | Egitto    |
| Miglior schiacciatore | Denis Bogdan        | Russia    |
| Miglior schiacciatore | Miguel Gutiérrez    | Cuba      |
| Miglior centrale      | Ivan Iakovlev       | Russia    |
| Miglior centrale      | Matheus dos Santos  | Brasile   |
| Miglior libero        | Rogério de Carvalho | Brasile   |